# Poyntonophrynus
Poyntonophrynus es un género de anfibios anuros de la familia Bufonidae. Algunos autores lo consideran un subgénero de Bufo.

## Distribución
Las 12 especies de este género se distribuyen en el este y sur de África.

## Lista deespecies
Se reconocen las siguientes según ASW:
- Poyntonophrynus beiranus (Loveridge, 1932).
- Poyntonophrynus damaranus (Mertens, 1954).
- Poyntonophrynus dombensis (Bocage, 1895).
- Poyntonophrynus fenoulheti (Hewitt & Methuen, 1912).
- Poyntonophrynus fernandae Baptista, Vaz Pinto, Keates, Lobón-Rovira, Edwards & Rödel, 2023.[2]
- Poyntonophrynus grandisonae (Poynton & Haacke, 1993).
- Poyntonophrynus hoeschi (Ahl, 1934).
- Poyntonophrynus kavangensis (Poynton & Broadley, 1988).
- Poyntonophrynus lughensis (Loveridge, 1932).
- Poyntonophrynus nambensis Baptista, Vaz Pinto, Keates, Lobón-Rovira, Edwards & Rödel, 2023.[2]
- Poyntonophrynus parkeri (Loveridge, 1932).
- Poyntonophrynus vertebralis (Smith, 1848).

## Publicación original
- Frost, Grant, Faivovich, Bain, Haas, Haddad, de Sá, Channing, Wilkinson, Donnellan, Raxworthy, Campbell, Blotto, Moler, Drewes, Nussbaum, Lynch, Green & Wheeler, 2006 : The amphibian tree of life. Bulletin of the American Museum of Natural History, n. 297, p. 1-371 (texto íntegro (enlace roto disponible en Internet Archive; véase el historial, la primera versión y la última).).